# Kraftwerk Argentat
Das Kraftwerk Argentat ist eine französische Talsperre im Département Corrèze (Region Nouvelle-Aquitaine). Das Bauwerk staut den Oberlauf der Dordogne zwei Kilometer flussaufwärts von Argentat.

## Beschreibung
Das Speicherkraftwerk Argentat, französisch Barrage d’Argentat, alternativ auch als französisch Barrage du Sablier bezeichnet, wurde zwischen 1954 und 1957 erbaut und dient zur Stromerzeugung durch Wasserkraft.
Es handelt sich hier um ein Kraftwerk des Batterien-Typus. Die fünf vorhandenen Batterien sind innen hohl und nur drei von ihnen sind mit Turbinen bestückt. Die Staumauer besteht aus Beton, die Arbeiten wurden von André Borie geleitet. Die Fundamente der Staumauer wurden in den anstehenden Granit injiziert. Das Einzugsgebiet der Dordogne beträgt auf Höhe des Kraftwerks 4412 km².
Der Stausee ist ungefähr 8 Kilometer lang und reicht bis kurz unterhalb der Barrage du Chastang. Er liegt auf einer Höhe von 192,5 Meter über dem Meer. Seine Oberfläche beträgt 106 Hektar bei einem Volumen von 7,2 Millionen Kubikmeter. In den Stausee münden der Doustre und die Glane. Ihn umgeben neben Argentat rechtsseitig die Gemeinden Saint-Martial-Entraygues und Saint-Martin-la-Méanne, linksseitig Hautefage und beidseitig Servières-le-Château.

## Abmessungen
Das Kraftwerk Argentat hat bescheidene Abmessungen verglichen beispielsweise mit der Barrage du Chastang – der letzten großen Talsperre der Dordogne – deren Stausee um 50  % länger ist.
Die Staumauer aus Beton überragt die Talsohle um 31 Meter, die Gründungssohle jedoch um 34 Meter. Ihre Krone hat eine Breite von 27,35 Meter und ist 196 Meter lang. An ihrer Basis misst die Staumauer 35,5 Meter. Das Gesamtvolumen des Bauwerks beträgt 85.000 Kubikmeter.

## Geologie
Die Dordogne durchschneidet im Bereich der Kraftwerksanlage inklusive Stausee das kristalline Grundgebirge des Massif Central. Anstehend sind Glimmerschiefer, Leukogranit, Granit und Augengneis. Im ersten Drittel des Stausees durchquert die Dordogne parautochthone Glimmerschiefer. Es folgen dann flussaufwärts der Goulles-Leukogranit und unterhalb der Barrage de Chastang der Glény-Granit sowie Augen- und Bändergneise. Die gesamte Abfolge wird stellenweise von Nord- bis vorwiegend Nordnordost-streichenden Lamprophyrgängen durchsetzt. Die Gesteine sind Teil des südlichen Massiv de Millevaches – einer Nord-Süd orientierten parautochthonen Grundgebirgsaufwölbung. 
Nur 500 Meter unterhalb der Staumauer zieht die Nord-Süd-streichende Argentat-Störung durch – eine bedeutende kataklastische Bruchzone, die das Massiv de Millevaches von den Gneisen des Limousins abtrennt. Das oberkarbonische Kohlebecken von Argentat liegt nur 1000 Meter weiter westlich, 500 Meter jenseits der Störung.

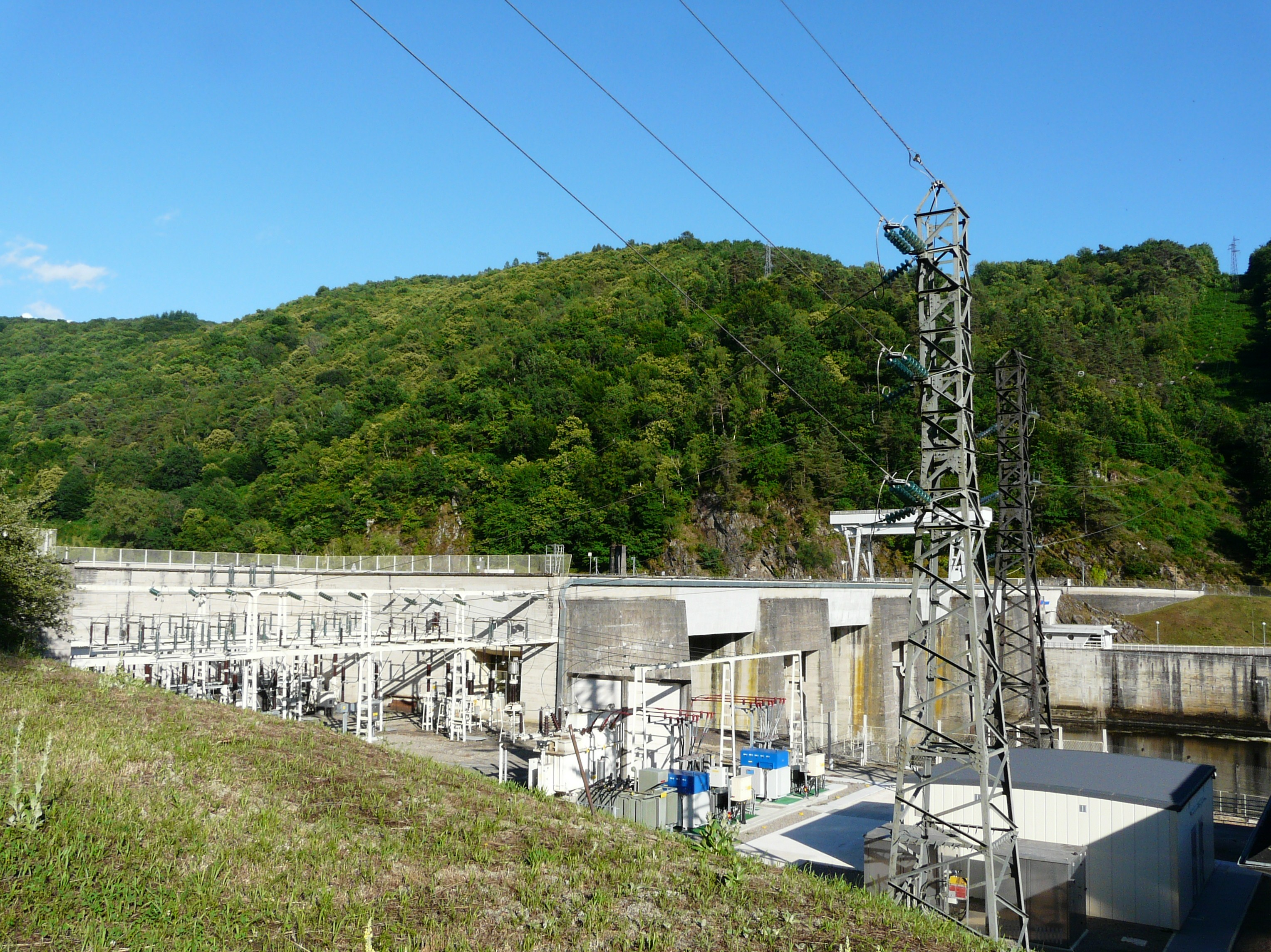
Das Umspannwerk
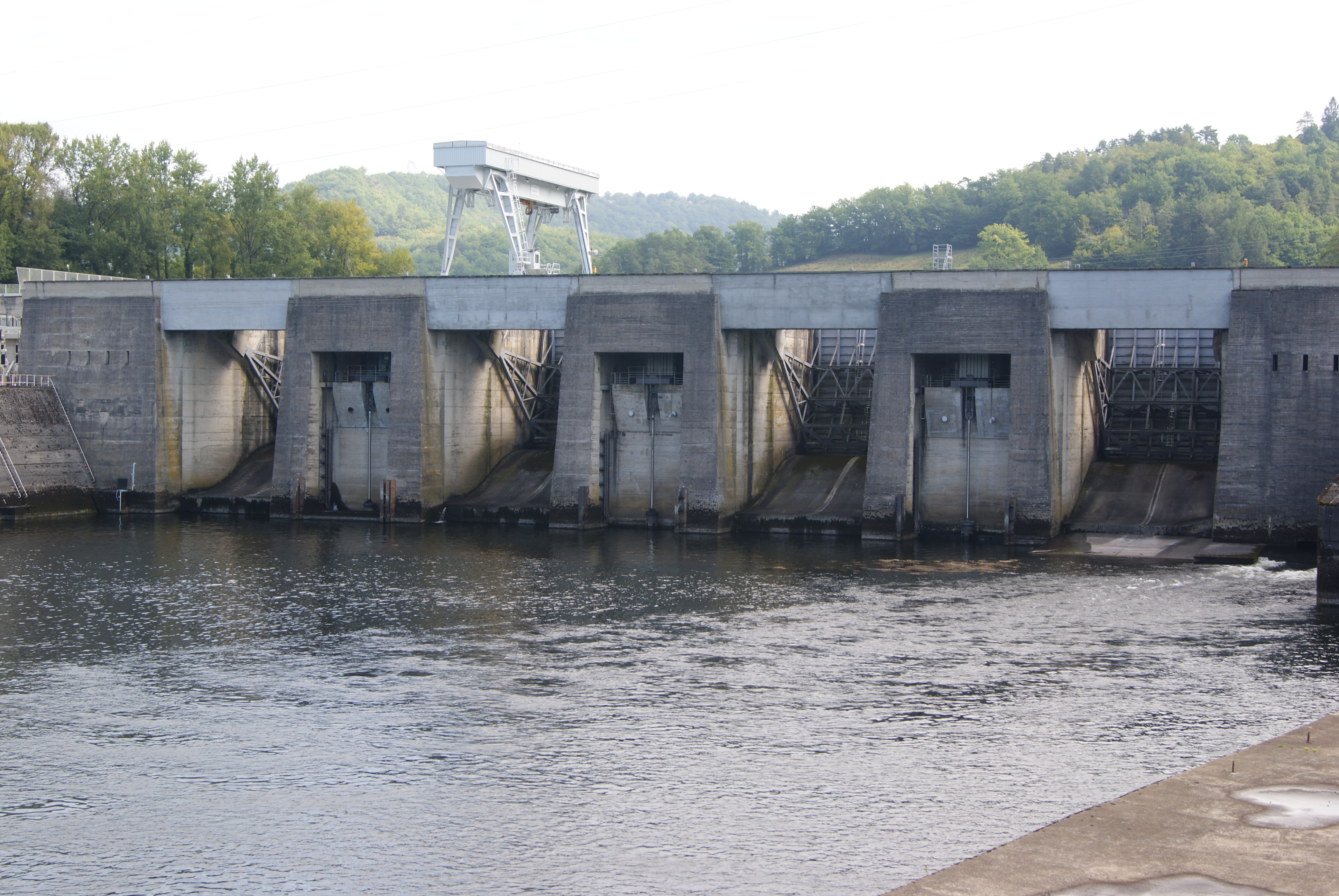
Detailansicht der Talsperre von Süden
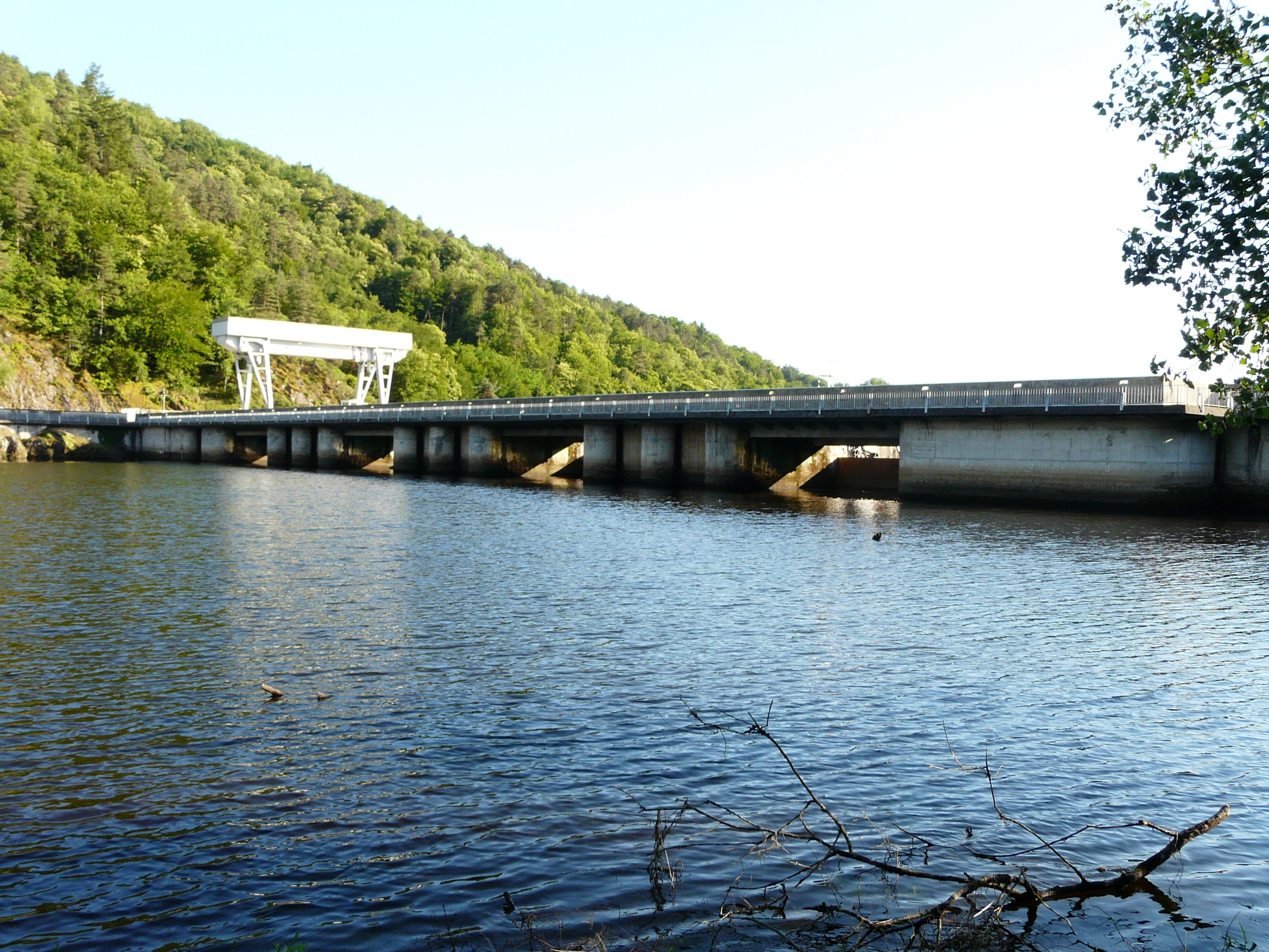
Der Stausee in unmittelbarer Nähe der Staumauer
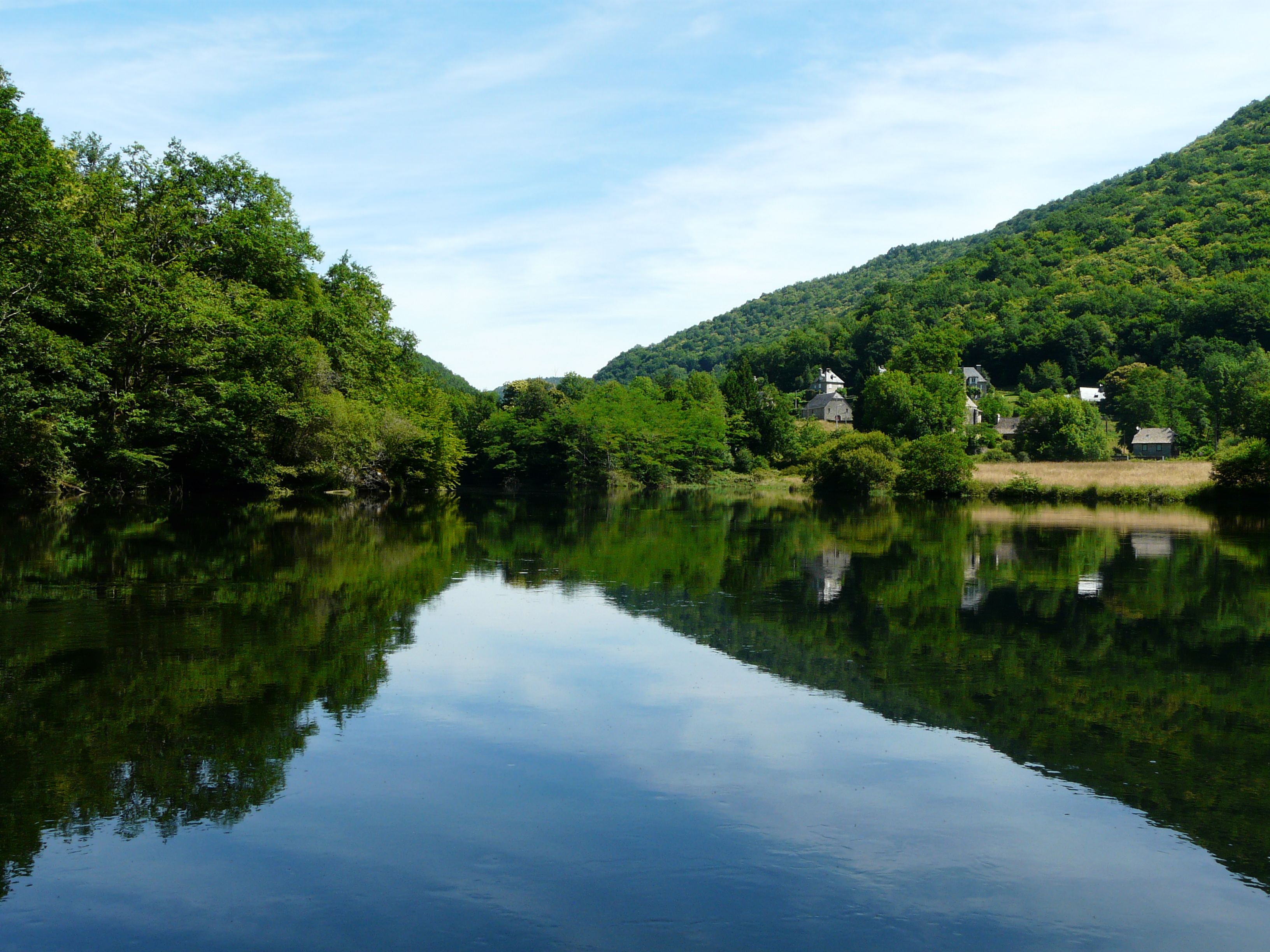
Der Stausee bei Longeval (zwischen Hautefage und Saint-Martial-Entraygues)
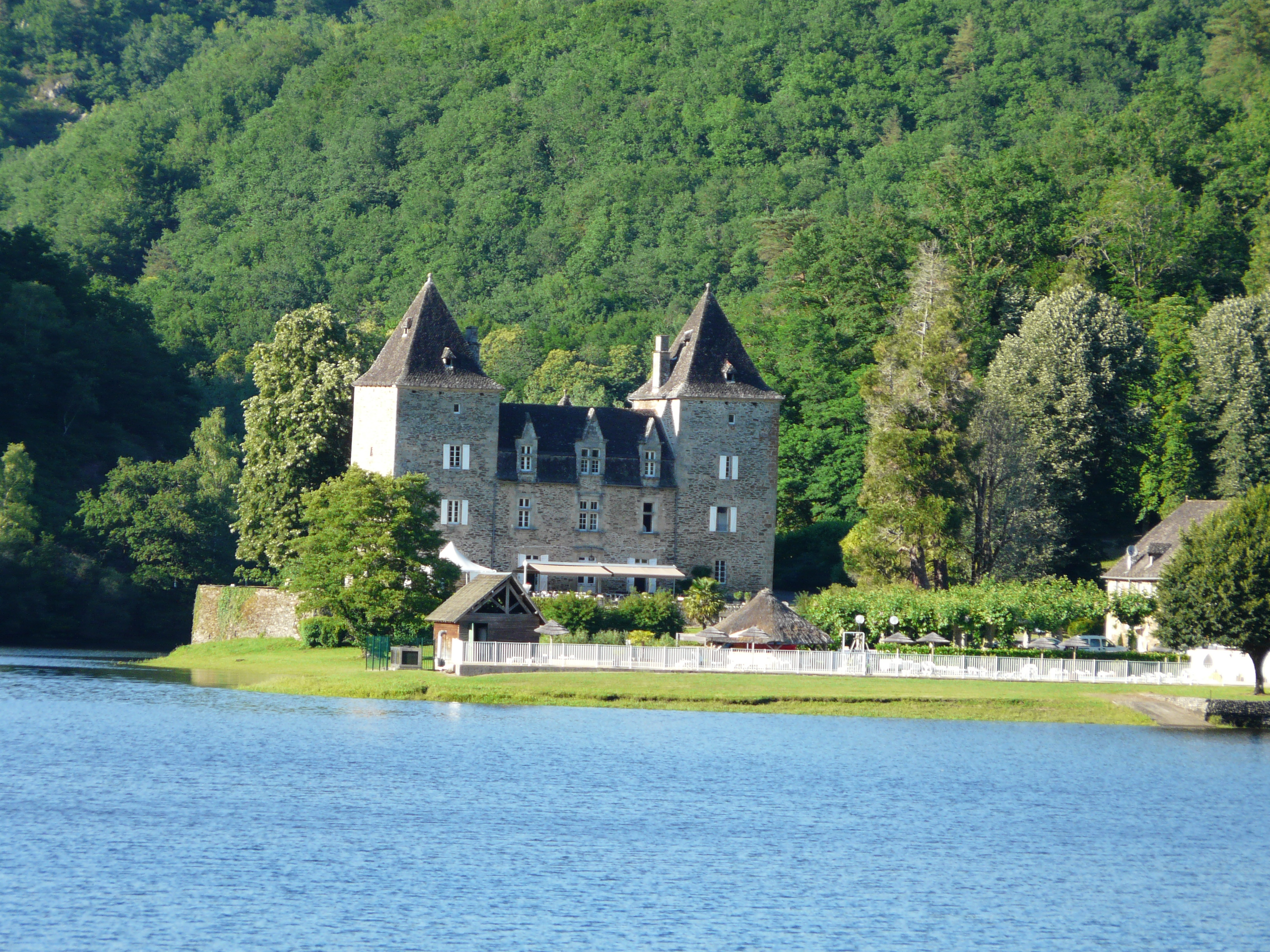
Das am Stausee gelegene Château Gibanel bei Saint-Martial-Entraygues